# Leucoloma itatiaiense
Leucoloma itatiaiense är en bladmossart som beskrevs av Brotherus 1924. Leucoloma itatiaiense ingår i släktet Leucoloma och familjen Dicranaceae. Inga underarter finns listade i Catalogue of Life.